# 빌리어즈TV
빌리어즈TV(Billiards TV)는 (주)브라보앤미디어가 운영하는 대한민국의 당구 텔레비전 채널이다.
2013년 시즌의 GSL을 방송하기도 했다.
2014년 1월 14일에 빌리어즈TV로 채널이름격과 이름을 바꾸었다.

## 연혁
- 2009년 4월 1일: IPTV 최초 스포츠 채널 스포츠원으로 개국.
- 2010~11년 분데스리가 맨유티비에 이어 분데스리가 생중계 시작.
- 2011년 : KBO리그 생중계 시작.
- 2012년: 브라질 최고의 축구 대회 '브라질리그' 중계 시작.
- 2013년: e스포츠 리그 중계 (GSL, GSTL).
- 2014년: 당구전문채널 Billiards TV로 채널성격과 채널명 변경
- 2015년: 대한당구연맹 국내 주요 당구대회 중계권 계약, UMB 주요 해외 대회 중계권 계약